# Шест (лёгкая атлетика)
Легкоатлети́ческий шест — это легкоатлетический снаряд, используемый спортсменами в прыжках с шестом. Используется для наилучшего отталкивания от земли и преодоления планки, расположенной на двух столбах.

## Описание
Современный шест для прыжков представляет собой высокотехнологичный спортивный снаряд, изготовленный из композитных материалов. Производителями принято градуировать шесты по длине (высоте хвата на шесте) и весу прыгуна: например, для веса от 75 до 80 кг длина шеста 4,9 м (место хвата — 4,5 м). Чем больше вес спортсмена — тем более жёсткий шест. Прыгуны обычно подбирают себе набор шестов: для разных высот — разной длины и жёсткости, в зависимости от своих индивидуальных особенностей. Производители изготовляют шесты любой длины, индивидуально для атлетов высокого класса. Однако использование более длинного шеста вовсе не означает возможность сделать более высокий прыжок. При неправильном подборе и использовании шест может сломаться, что может повлечь травму атлета.
Для обеспечения трения и надёжного хвата шеста ладонями спортсмены часто пользуются специальными составами.

## История
С незапамятных времён шест часто применялся людьми для преодоления естественных препятствий. Соревнования в прыжках с шестом проводились уже в Древней Греции, а также кельтами и жителями древнего Крита. Но только в XIX веке его стали использовать как спортивный снаряд для преодоления планки.

### Деревянный шест
В начале XX века спортсмены пользовались деревянными, несгибаемыми шестами из твёрдых пород (бук, кедр). Позже начали использовать бамбуковые шесты, более лёгкие и упругие. Выбор шеста индивидуально для атлета был настоящим искусством, когда приходилось перебирать сотни деревянных заготовок. Такие шесты часто ломались, характеристики зависели от погодных условий, служили максимум два сезона и были крайне неудобны.
Техника преодоления планки в корне отличалась от современной. После толчка шестом атлет переходил в вис, мощным махом переносил тело над планкой и, только полностью переместившись за планку, отпускал несгибаемый снаряд.

### Металлический шест
На чемпионате Европы 1946 года шведские атлеты впервые продемонстрировали металлические шесты. Они были намного удобнее деревянных.

### Пластиковый шест
На Олимпийских играх в Риме (1960) были представлены первые образцы пластиковых шестов, которые произвели революцию в этой дисциплине. Фиберглассовые шесты способны сгибаться, накапливая кинетическую энергию спортсмена так, что стрелка прогиба достигает 100—130 см у пятиметрового шеста. Затем шест распрямляется, выбрасывая прыгуна к планке. Это потребовало полностью переработать технику прыжка и повысило требования к скоростной и физической подготовке атлетов.